# Haruka Ueda
Haruka Ueda (上田 春佳?, Ueda Haruka; Tokyo, 27 aprile 1988) è una nuotatrice giapponese.

## Carriera
Specializzata nei misti, ha vinto la medaglia di bronzo nella staffetta 4x100m misti alle Olimpiadi di Londra 2012.

## Palmarès
- Giochi olimpici

Londra 2012: bronzo nella 4x100m misti.
- Giochi PanPacifici

Victoria 2006: bronzo nella 4x200m sl.
Irvine 2010: bronzo nella 4x100m misti.
- Giochi asiatici

Canton 2010: argento nella 4x100m sl, nella 4x200m sl e nella 4x100m misti e bronzo nei 100m sl.